# Riu Arauca
L'Arauca és un riu que neix a la serralada Oriental a Colòmbia i desemboca a l'Orinoco a Veneçuela, a la frontera entre els estats d'Apure i Bolívar. Forma la frontera sud de l'estat veneçolà d'Apure i la frontera nord del departament colombià d'Arauca. A la ribera hi ha la ciutat d'Arauca del costat colombià i la d'El Amparo del costat veneçolà.

## Curs
L'Arauca flueix cap a l'est a través dels Llanos, començant com un ràpid torrent de muntanya i fent-se més ample i lent a mesura que travessa la plana.
Neix als Andes, al Páramo del Almorzadero a més de 4.000 metres sobre el nivell del mar. Inicialment s'anomena Chitagá, i rep afluents del Carabo i el Cacota, per després retorçar el seu curs cap a l'est unint-se amb el Culaga i el Bochaga. Aleshores el seu nom canvia pel de Margua, hi desemboquen el Negro, el Colorado i el San Lorenzo.
Del marge dret venen el Cubugón i el Cobar de la Sierra Nevada de Chita. Els indis tunebo anomenen aquest tram el Sarare. Travessant una zona plana, es divideix per formar l'illa de Charo. Servint com a línia de demarcació entre Colòmbia i Veneçuela durant 296 quilòmetres de frontera, al costat dret hi desemboquen el Royata, Bojabá i Banadía, i a l'esquerra el Cutufí.
Pren el nom d'Arauca en homenatge a la tribu dels araucana, que habitava les serralades del curs alt i pertanyia a la gran família arauac. A les sabanes de Los Llanos, , sovint esdevé un riu trenat amb el curs principal escindint-se per formar els canals subsidiaris, com l'anomenat Agua Limón.
Diversos canals subsidiaris s'utilitzen àmpliament per al transport des de la ciutat d'Arauca fins a la seva desembocadura a l'Orinoco. El curs del riu és navegable en un 80 per cent en embarcacions petites.